# Asphalt Meadows
Asphalt Meadows è il decimo album in studio del gruppo musicale statunitense Death Cab for Cutie, pubblicato nel 2022.
Il 10 marzo 2023 esce la versione acustica del disco, contenente una cover inedita di The Plan dei Low.

## Tracce
Edizione standard
1. I Don't Know How I Survive – 3:40
2. Roman Candles – 2:10
3. Asphalt Meadows – 4:05
4. Rand McNally – 4:06
5. Here to Forever – 3:46
6. Foxglove Through the Clearcut – 5:15
7. Pepper – 2:48
8. I Miss Strangers – 4:24
9. Wheat Like Waves – 3:38
10. Fragments from the Decade – 4:38
11. I'll Never Give Up on You – 3:31

Durata totale: 42:01
Edizione acustica
1. I Don't Know How I Survive (Acoustic) – 3:37
2. Roman Candles (Acoustic) – 2:13
3. Asphalt Meadows (Acoustic) – 4:09
4. Rand McNally (Acoustic) – 4:05
5. Here to Forever (Acoustic) – 3:47
6. Foxglove Through the Clearcut (Acoustic) – 5:05
7. Pepper (Acoustic) – 2:53
8. I Miss Strangers (Acoustic) – 2:47
9. Wheat Like Waves (Acoustic) – 3:39
10. Fragments from the Decade (Acoustic) – 3:33
11. I'll Never Give Up on You (Acoustic) – 2:00
12. The Plan (cover dei Low) – 3:33

Durata totale: 41:21

## Formazione
- Ben Gibbard – voce, chitarra
- Jason McGerr – batteria
- Nick Harmer – basso
- Dave Depper – chitarra, piano (traccia 4)
- Zac Rae – tastiera